# Alexander Borissowitsch Majorow
Alexander Borissowitsch Majorow (russisch Александр Борисович Майоров; * 6. Juni 1957 in Gorki, RSFSR) ist ein ehemaliger sowjetischer Nordischer Kombinierer.

## Werdegang
Bei den Nordischen Skiweltmeisterschaften 1978 in Lahti belegte Majorow den elften Rang. Zwei Jahre später machte er bei den Olympischen Winterspielen 1980 in Lake Placid auf sich aufmerksam, als er den siebten Platz erreichte. In der Saison 1982/83 belegte er hinter Uwe Dotzauer und vor Ján Klimko den zweiten Platz beim vorolympischen Wettkampf in Sarajevo. Darüber hinaus gewann er den internationalen Wettbewerb in Kawgolowo.
Am 29. Dezember 1983 gab er in Oberwiesenthal sein Debüt im Weltcup. Dabei gewann er als Siebter direkt seine ersten Weltcup-Punkte. Diese Platzierung sollte sein bestes Einzelergebnis im Weltcup bleiben. Eine Woche später wurde er gemeinsam mit Oleksandr Proswirnin und Ildar Garifullin Zweiter beim Teamwettkampf in Nesselwang hinter der finnischen Staffel. Im Februar nahm er an den Olympischen Winterspielen 1984 in Sarajevo teil. Im Einzelwettbewerb von der K-90-Schanze und über fünfzehn Kilometer belegte er den 14. Platz. Da die Teamwettbewerbe nicht im olympischen Programm aufgenommen wurden, fand im März der Staffelwettbewerb als Nordische Skiweltmeisterschaften in Rovaniemi statt. Zusammen mit Oleksandr Proswirnin und Ildar Garifullin gewann Majorow die Bronzemedaille. Den Winter schloss er auf dem 20. Platz der Weltcup-Gesamtwertung ab.
Die Weltcup-Saison 1984/85 verlief für Majorow weniger erfolgreich. Dennoch war er Teil des sowjetischen Teams bei den Nordischen Skiweltmeisterschaften 1985 in Seefeld, wo er im Einzel Zwölfter wurde sowie mit der Staffel als Vierter das Podest knapp verpasste. Er beendete 1985 seine Karriere.

## Statistik

### Teilnahmen an Olympischen Winterspielen
| Jahr und Ort     | Einzel NK |
| ---------------- | --------- |
| 1980 Lake Placid | 07.       |
| 1984 Sarajevo    | 14.       |

### Teilnahmen an Nordischen Skiweltmeisterschaften
| Jahr und Ort   | Einzel NK | Staffel NK |
| -------------- | --------- | ---------- |
| 1978 Lahti     | 11.       | –          |
| 1982 Oslo      | –         | 05.        |
| 1984 Rovaniemi | –         | 03.        |
| 1985 Seefeld   | 12.       | 04.        |

### Weltcup-Platzierungen
| Saison  | Platz | Punkte |
| ------- | ----- | ------ |
| 1983/84 | 20.   | 25     |
| 1984/85 | 36.   | 05     |